# Viola Bauer
Viola Bauer (* 13. Dezember 1976 in Annaberg-Buchholz) ist eine ehemalige deutsche Skilangläuferin. Sie ist Diplom-Sozialpädagogin und Sportsoldatin bei der Bundeswehr.
Viola Bauer galt als ausgesprochene Klassikspezialistin und gewann bei den Weltmeisterschaften 1999 Bronze mit der Staffel, bei den Olympischen Winterspielen 2002 Gold mit der Staffel und Bronze in der Verfolgung und bei den Weltmeisterschaften 2003 Gold mit der Staffel. Bei den Olympischen Winterspielen 2006 belegte sie im Teamsprint zusammen mit Evi Sachenbacher-Stehle den fünften Platz und holte mit der deutschen Staffel Silber. Eine weitere Silbermedaille gewann sie mit der Staffel bei den Weltmeisterschaften 2007 in Sapporo.
Am 11. März 2007 feierte sie mit dem dritten Rang über 10 km klassisch in Lahti das beste Weltcupresultat ihrer Karriere. Ihren letzten Wettkampf bestritt sie am 25. März 2007 in Falun, wo sie mit der deutschen Staffel einen Sieg feiern konnte.
Nach ihrem Rücktritt vom Leistungssport arbeitet sie u. a. während der Tour de Ski 07/08 und der Olympischen Winterspiele 2010 als Co-Kommentatorin bei Eurosport.
Seit 2007 lebt Bauer in der Heimat ihres griechischen Ehemanns, dem Skilangläufer Lefteris Fafalis. Im Sommer 2009 brachte sie ihre erste Tochter zur Welt.